# Friedrich von Kleinwächter
Friedrich von Kleinwächter, ab 1919 Friedrich Kleinwächter (* 25. Februar 1838 in Prag; † 12. Dezember 1927 in Czernowitz) war ein österreichischer Nationalökonom.

## Leben
Friedrich Kleinwächter habilitierte sich 1865 in Prag, war dann ordentlicher Professor am Deutsch-Baltischen Polytechnikum in Riga und ab 1875 bis zu seiner Emeritierung ordentlicher Professor für politische Ökonomie (Ordinarius für Staatswissenschaften) an der neu gegründeten Franz-Josephs-Universität zu Czernowitz. Hier las er Finanzwissenschaft in Verbindung mit Finanzgesetzgebung und Verwaltungslehre, was er später in Volkswirtschaftspolitik umwandelte. 1882/83 und 1893/94 war er Rektor der Universität Czernowitz.
1909 wurde Kleinwächter nobilitiert und in den erblichen Adelsstand erhoben. Außerdem war er kaiserlich-königlicher Hofrat. Er veröffentlichte einige Lehrbücher und viele Artikel in den Jahrbüchern für Nationalökonomie und Statistik. 1882–1902 gab er in der Bukowina die deutschsprachige Genossenschaftszeitung heraus.
Sein Sohn war der Diplomat Ludwig Kleinwächter, sein Neffe der Jurist Friedrich F.G. Kleinwächter.

## Werk
1883 legte Kleinwächter die erste wissenschaftliche Untersuchung zum Kartellwesen vor, die er positiv im Sinne der Zünfte des Mittelalters sah. Die Kartelle könnten demnach den „Anarchismus in der Volkswirtschaft“ regulieren, der aus dem freien, als zügellos empfundenen Wettbewerb des klassischen Liberalismus seiner Zeit hervorgegangen war. Er definierte Produktions-, Absatz- und Preiskartelle, die dann zu gleichmäßiger Verteilung führen würden. Absprachen von Arbeitgebern zu gemeinsamem Verhalten gegenüber ihren Arbeitern zählte er teilweise dazu.
In Auseinandersetzung mit den sozialen Bewegungen der Industrialisierung  stellt er zwar fest, dass der „wissenschaftliche Sozialismus“ zur Klärung der „sozialen Frage“ beigetragen habe:
In „der That wird heute Niemand mehr läugnen wollen, dass der Unternehmer leider in vielen Fällen die Nothlage der Arbeiter benutzt um dieselben mit effektiven Hungerlöhnen abzufinden. (…) Der wissenschaftliche Sozialismus hat endlich die Unhaltbarkeit des Dogma's vom ‚laissez faire‘ in unwiderlegbarer Weise nachgewiesen und damit die Inhaltslosigkeit der manchesterlichen Lehre von der ‚Selbsthilfe‘ und ‚Sparsamkeit‘ dargethan, (…).“,
erklärt aber, das Kapitals- und Grundrente ökonomisch notwendig und rechtlich gedeckt sind. Da der wissenschaftliche Sozialismus dies weder widerlegen noch die objektive Notwendigkeit des Kollektiveigentums belegen könne, sei der Sozialismus als Wissenschaft über die moralischen Gerechtigkeitsvorstellungen des utopischen Sozialismus von Thomas Morus und Tommaso Campanella nicht hinausgekommen. Er folgerte:
„Das Einzige, was der sog. wissenschaftliche Sozialismus als seine Leistung geltend machen darf, ist, dass er den – allerdings nicht geglückten – Beweis zu erbringen unternahm, dass die Grund- und Kapitalsrente ein ungerechtfertigtes Einkommen sei, während der ältere Kommunismus es als eine keines Beweises bedürftige Thatsache ansah, dass die Reichen ein arbeitsloses Einkommen beziehen. Unsere Untersuchung hat uns zu dem Ergebnisse geführt, dass es dem sog. wissenschaftlichen Sozialismus nicht gelungen ist, die Unentbehrlichkeit des kollektiven Grund- und Kapitalseigenthums unwiderleglich zu beweisen.“

## Schriften
- Zur Reform der Handwerks-Verfassung. Berlin 1875
- Die National-Oekonomie als Wissenschaft und ihre Stellung zu den übrigen Disziplinen ; Rede gehalten am 4. Oktober 1882 bei Uebernahme des Rektorates der Franz-Josefs-Universität Czernowitz. Habel, Berlin 1882 (Digitalisat)
- Die industriellen Cartelle. Innsbruck 1883
- Die Grundlagen und Ziele des sogenannten wissenschaftlichen Sozialismus, Innsbruck 1885.
- Die Staatsromane. Ein Beitrag zur Lehre von Communismus und Socialismus. Wien 1891. Nachdruck Liberac 1967
- Das Einkommen und seine Verteilung. Leipzig 1896
- Zur Frage der Reform des österreichischen Actienrechtes. Czernowitz 1899
- Kartelle, in: Handwörterbuch der Staatswissenschaften, Bd. 5, Jena 1900, 2. Aufl. oder Jena 1910, 3. Aufl.
- Lehrbuch der Nationalökonomie. Leipzig 1902, mehrfach aufgelegt
- Lehrbuch der Volkswirtschaftspolitik. Hirschfeld 1911
- Lehrbuch der Finanzwissenschaft. Hirschfeld 1922
- Der Entwicklungsgang der nationalökonomischen Wissenschaft in Deutschland, Leipzig 1926